# Kerbe

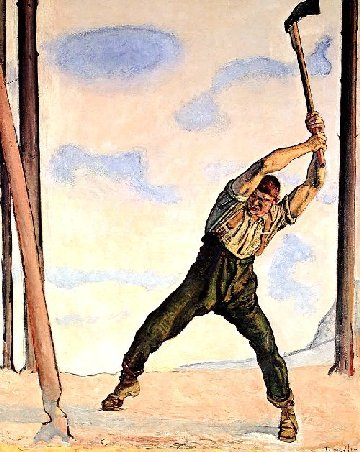
Holzfäller beim Einkerben eines Baumes

Eine Kerbe ist ein spitz zulaufender bzw. keilförmiger, natürlicher oder künstlicher Einschnitt. 
Ein Baumstamm lässt sich durch Einschlagen einer Kerbe fällen. Die Fälltechnik besteht dabei aus Anlegen einer Bruchkerbe, einer Fallkerbe und einem Fällschnitt.
Das Kerbholz ist ein Holz mit einer Reihe von Markierungen (Kerben) zur Niederschrift einer Zählung und diente als Zahlungsmittel. Es wird teilweise auch selbst als „Kerbe“ bezeichnet.
Der Kerbschnitt (auch Keilschnitt) ist eine einfache und alte Schnitztechnik, bei der dreieckige Keile aus dem Material herausgehoben werden (zum Beispiel aus Holz), um ein größeres Muster oder Bild zu erzeugen (Kerbschnittverzierung). Eine feinere Schnitztechnik für Holz ist beispielsweise der Dreischnitt.

## Kerbe in der Mechanik
Kerben verändern den Verlauf der im Inneren von Körpern wirkenden Kräfte und Momente und verringern so die Festigkeit von Bauteilen verglichen mit ungekerbten Bauteilen. Der Effekt wird als Kerbwirkung bezeichnet. Kerben in diesem Sinne müssen nicht spitz zulaufend sein, es kann sich auch um gerundete Querschnittsänderungen, Bohrungen und ähnliches handeln. Sie sind häufig unerwünschte Schwachstellen, können aber auch als Sollbruchstellen dienen. Werden die für eine Kerbe typischen Spannungserhöhungen durch eine Änderung der Werkstoffeigenschaften, wie des Elastizitätsmoduls hervorgerufen, so wird von einer Werkstoff-bedingten Kerbe gesprochen.

## Etymologie und Verbreitung des Wortes „Kerbe“
Das westgermanische Verb kerben stammt von dem indogermanischen Wortstamm gerbh und hatte die Bedeutung ritzen oder kratzen. Verwandte Wörter von kerben in anderen Sprachen sind kerven im Niederländischen und to carve im Englischen. Verwandt ist ebenfalls das griechische Wort gráphein (ritzen und schreiben), das sich in „Graphik“ wiederfindet.
Das Wort findet sich in den Bezeichnungen Kerbtier oder Kerfe für Insekten wieder.

## Redewendungen
- Etwas auf dem Kerbholz haben (vormals Schulden haben, heute für etwas schuldig sein)
- Immer in dieselbe Kerbe schlagen (und hierdurch den Baum oder heute auch die Position einer anderen Person an einer Stelle schwächen, immer das gleiche, oft unangenehme Thema aufgreifen)